# Yi Li
Yi Li (易立S, Yì LìP; Changzhou, 7 novembre 1987) è un ex cestista cinese.

## Carriera
Ha militato negli Jiangsu Nangang e nella Nazionale cinese, con cui ha vinto l'oro ai FIBA Asia Championship 2011.